# ダヴィド・ガレジ複合修道院
ダヴィド・ガレジ 複合修道院(グルジア語: დავითგარეჯის სამონასტრო კომპლექსი, Davit'garejis samonastro komplek'si,英語:David Gareja monastery complex) はジョージア東部カヘティ地方にある修道院群。トビリシから南東へ70㎞、ガレジ山麓に位置する。100近くの小室、聖堂、礼拝堂、食堂、居住部屋が岩をくりぬいて作られている。
修道院の一部はアゼルバイジャンのアグスタファ県に位置し、国境画定の争点となっている。またこの地域は保護動物種の生息域、古代人類の居住地としても有名である。

## 歴史
起源は6世紀にジョージア（グルジア）へやって来たアッシリア十三教父の一人ダヴィド・ガレジェリにさかのぼる。彼の弟子であるドド、ルキアンらはそのラヴラを拡大し、新たに二つの修道院を建設した。王侯貴族による支援も受け、9世紀には聖イラリオンの監修もと、さらなる発展を遂げた。グルジア正教会を代表する讃美歌’’Thou Art a Vineyard’’の作者として有名なデメトレ1世は退位後、ダヴィド・ガレジを隠遁の場とした。
ダヴィド・ガレジは過酷な環境の中にあるにもかかわらず何世紀もの間グルジアの宗教、文化の中心地としてありつづけた。ある時期には莫大な広さの農地や数多くの村落を所有していたという。内部に描かれる様々なフレスコ画には時代による文化、生活の変遷が反映されており、美術的・歴史的観点双方から高い評価がなされている。11世紀から13世紀にはグルジア王朝の物質的・文化的繁栄とともにダヴィド・ガレジの発展も栄達を極め、新たな修道院の建立がなされ、旧来のものは拡大され改修が施された。
モンゴルによる襲来をきっかけに、グルジア王家の失墜に呼応してダヴィド・ガレジも長い没落の年月を経ることとなるが、のちに王家の手によって何度か修復がなされる。1615年にはペルシャ軍の攻撃を受けるが、1690年に修道院長となったオノプレ・マチュダゼのもとで、破壊された貴重な写本や装飾の修復がなされた。
1921年のボリシェヴィキによる占領以降は、閉鎖され無人状態となる。ソビエト・アフガン戦争の時期にはソビエト軍による軍事演習のキャンプとして利用され、ダヴィド・ガレジの特徴である壁面が一部破壊されるなどした。1987年に作家ダタ・トゥラシュヴィリが率いる学生グループが反対運動を起こしたため、ソヴィエト政府は一時修道院での砲撃演習の停止を決めたが、翌年には再開された。この行動はグルジアの民衆の間に憤怒の情を湧き起こし、トビリシでの10000人規模のデモ、修道院での学生によるハンガーストライキが実行され、ソヴィエト軍は撤退を余儀なくされた。
1991年の独立後、ダヴィド・ガレジは修道院としての機能を復活させる。ところが1996年グルジア軍がこの地域での軍事演習を開始する。再度反対運動が組織され、1997年5月にグルジアのNGO団体が砲撃演習の場にテントを張り、軍事演習の妨害を行った。最終的にこの地域での軍事活動は禁止となった。
ダヴィド・ガレジはグルジアの主要な観光地となっているが、現在も修道院として機能しており巡礼者の足も絶えない。
2019年にアゼルバイジャンは突如、修道院のうち自国領内にある箇所を封鎖した。ジョージアの抗議にもかかわらず、2020年現在、ダウィド・ガレジのアゼルバイジャン側半分は訪問できない。